# Puya robin-fosteri
Puya robin-fosteri är en gräsväxtart som beskrevs av Ganapathy Subramaniam Varadarajan och Hans Edmund Luther. Puya robin-fosteri ingår i släktet Puya och familjen Bromeliaceae.
Artens utbredningsområde är Peru. Inga underarter finns listade i Catalogue of Life.